# Puig Castellar
El Puig Castellar es un poblado íbero situado en la cima del Turó del Pollo (303 m), en Santa Coloma de Gramanet, en la provincia de Barcelona (España). Fue construido por la tribu de los layetanos, cuya época dorada transcurrió desde el siglo VI a. C. hasta el siglo III a. C.

## Estructura
Su estructura elíptica consta de tres calles longitudinales con más de treinta casas, es dicha estructura la que hace pensar en una población de poco más de trescientos habitantes. Habitantes que tendrían como principal forma de subsistencia la agricultura y la ganadería y, en segundo término, la metalurgia y el textil.
No todas las casas se encuentran a la misma altura del poblado, cuanto más alta se encuentra una vivienda más importancia tenían sus habitantes en la sociedad de la tribu ibera, por ello también se cree que la zona más elevada del poblado era la destinada a los edificios más importantes (según nos dicen los paneles informativos del mismo poblado que en la actualidad es visitable).

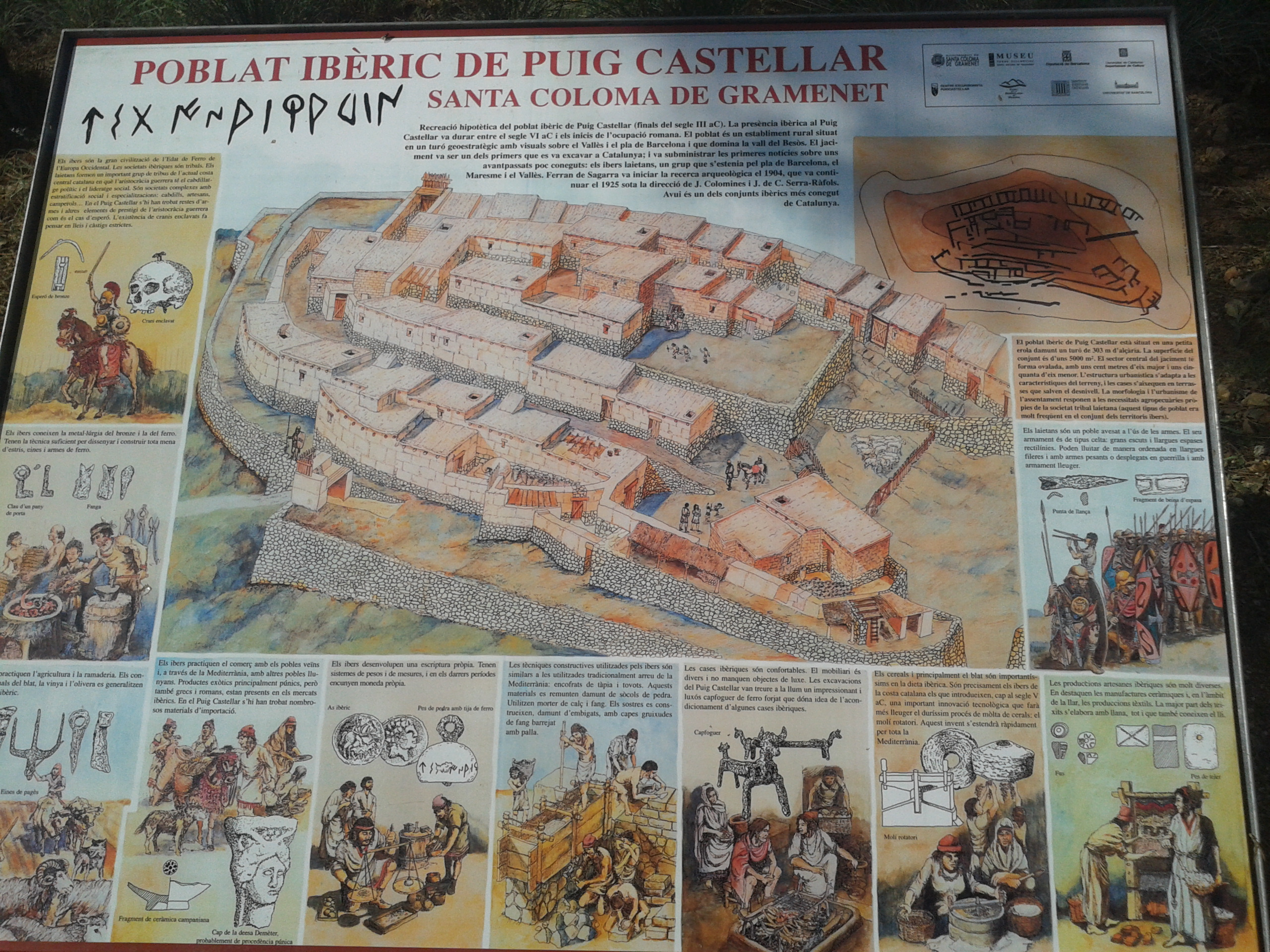
Dibujo del poblado ibero de Puig Castellar

## Descubrimiento y excavaciones
El Puig Castellar fue descubierto a principios del siglo XX por Ferran Segarra i de Siscar, más concretamente entre los años 1904 y 1905. Ferran Segarra, ilustre habitante de Santa Coloma de Gramanet, era el propietario de las tierras en las cuales se encuentra el poblado. En 1917 Ferran Segarra donó los terrenos al Instituto de Estudios Catalanes y estos de 1922 a 1925 se dedicaron a excavar la zona norte del poblado.
En 1954 el Centro Excursionista Puigcastellar organizó varias campañas para terminar de excavar el poblado entero, estos trabajos se prologaron hasta 1958. Durante estas excavaciones se produjeron tres hallazgos muy importantes: un morillo de hierro, una cabeza de terracota de Tanit (diosa fenicia de la fecundidad) y un cráneo enclavado (posiblemente debido a una tradición céltica que hacía conservar así la cabeza de los enemigos vencidos). Estos hallazgos se conservan en el Museo de Arqueología de Cataluña de Barcelona y en el museo Torre Balldovina de Santa Coloma de Gramanet.
En la actualidad se puede visitar el yacimiento arqueológico de forma libre y gratuita donde se encuentran paneles informativos que facilitan la comprensión del conjunto arqueológico en el que, entre otras cosas, podemos encontrar la reconstrucción de una casa con un molino en su interior.